# نامورا سکیوریتیز
نامورا سکیوریتیز (انگلیسی: Nomura Securities) شرکت خدمات مالی ژاپنی است، که در سال ۱۹۲۵ توسط شرکت نامورا هولدینگز تأسیس شد.